# Martín Luis Guzmán

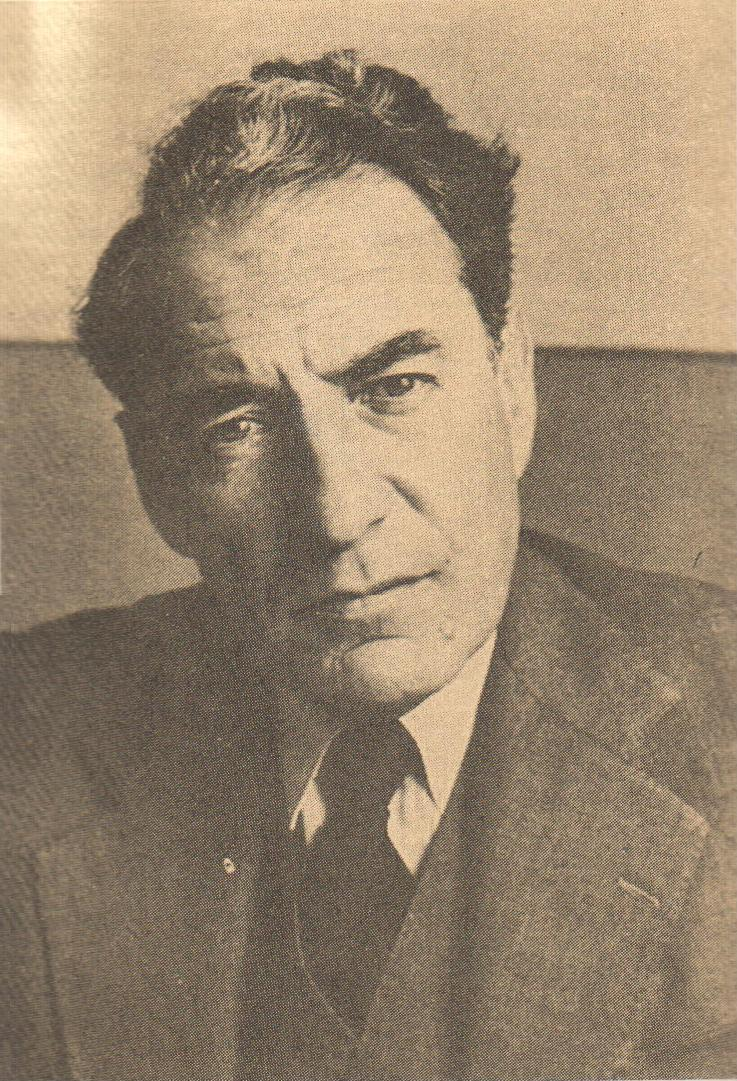
Martín Luis Guzmán

Martín Luis Guzmán (Chihuahua, 6 oktober 1887 - Mexico-Stad, 22 december 1976) was een Mexicaans schrijver en journalist.
Guzmán studeerde recht in Mexico-Stad en sloot zich in 1914 aan bij de revolutionairen van Pancho Villa. Nadat hij gevangen werd genomen vluchtte hij naar Spanje waar hij zijn eerste boek publiceerde. Tussen 1916 en 1920 woonde hij in de Verenigde Staten, waar hij een Spaanstalig tijdschrift publiceerde. In 1920 keerde hij terug naar Mexico, om tot afgevaardigde te worden gekozen. Wegens nieuwe problemen vluchtte hij in 1924 wederom naar Spanje, waar hij bleef tot het uitbreken van de Spaanse Burgeroorlog in 1936.
Guzmán geldt als een van de grondleggers van de 'revolutionaire roman'. Hij schreef onder andere La sombra del caudillo (In de schaduw van den leider, vertaald door J. Slauerhoff, 1929) en El águila y la serpiente (De adelaar en de slang, 1928) Tussen 1936 en 1951 schreef hij een vijfdelige biografie over Pancho Villa. Guzmán heeft ook gediend als ambassadeur bij de Verenigde Naties. Hij werd tot senator gekozen in 1970 en overleed zes jaar later.
- Bibsys: 97016416
- Biblioteca Nacional de España: XX1065641
- Bibliothèque nationale de France: cb120563640 (data)
- Catàleg d'autoritats de noms i títols de Catalunya: 981058521912306706
- Digitale Bibliotheek voor de Nederlandse Letteren: guzm001
- Gemeinsame Normdatei: 118719629
- International Standard Name Identifier: 0000 0001 2143 4922
- Library of Congress Control Number: n50024226
- Nationale Bibliotheek van Tsjechië: jo2002107724
- Nationale bibliotheek van Australië: 35159125
- Nationale Bibliotheek van Israël: 987007463586105171
- Nationale Bibliotheek van Polen: a0000002306147
- Nationale en Universitaire bibliotheek Zagreb: 000297175
- Nederlandse Thesaurus van Auteursnamen: 072028572
- Réseau des bibliothèques de Suisse occidentale: 02-A000077153
- LIBRIS: 318600
- SNAC: w6k65rx8
- Système universitaire de documentation: 028802829
- Trove: 846202
- Virtual International Authority File: 91635523
- WorldCat: E39PCjHcjCJx8Hdp9TV7KkrVVK